# Дагоберт II
Дагоберт II (на немски: Dagobert II.; * 652; † 23 декември 679) е крал на Австразия (676 – 679). Той е последния от династията на Меровингите.

## Живот

### Произход и възкачване на престола
Син е на крал Сигиберт III (* 630; † 1 февруари 656) и Химнехилда.
Майордом Гримоалд Стари го отвлича след смъртта на баща му през 656 г. и го изпраща в манастир в Ирландия. По-късно той отива в Англия, където е възпитаван в кралския двор. През 676 г. е извикан от благородниците да се възкачи на трона в Австразия. На Пипин Ерсталски той дава да се грижи за управлението, а той се занимава със строене на църкви и манастири.

### Управление
След възкачването си на трона Дегоберт се показва като добър наследник на Хлодвиг и установява порядък в държавата, която била разкъсвана от анархия и безпорядък.
Говори се, че по време на управлението си, той натрупва и скрива от своите врагове несметните богатства на меровингите. И до наши дни иманяри и археолози се опитват да ги открият, но без успех.

### Убийството на Дагоберт
Има теория, че крал Дагоберт II става жертва на заговор. За три години на трона той успява да натрупа значителен брой врагове, които да искат смъртта му.
Един ден докато Дагоберт бил на лов в гората близо до Вердюн кралят се почувствал изтощен и спрял на сянка под едно дърво до горски ручей, където задремал. Тогава един от неговите слуги, предполага се че бил и негов кръщелник, се промъкнал и забил копие в окото му, с което го убил и приключило царуването на Дагоберт II.

## Загадка
През 5 век Рен льо Шато се казва Реде и е столица на вестготите – германското племе, което се смята, че е наследило тайните и съкровищата на Соломоновия храм, както и има теория, че последния им крал Дагоберт II е пряк потомък на Иисус. За него още пише и известният писател Дан Браун в своята книга „Шифърът на Леонардо“. Някои изследователи смятат, че след убийството на „наследника Христов“, оцелял неговият невръстен син, който бил скрит от инквизицията.